# Bibliorama

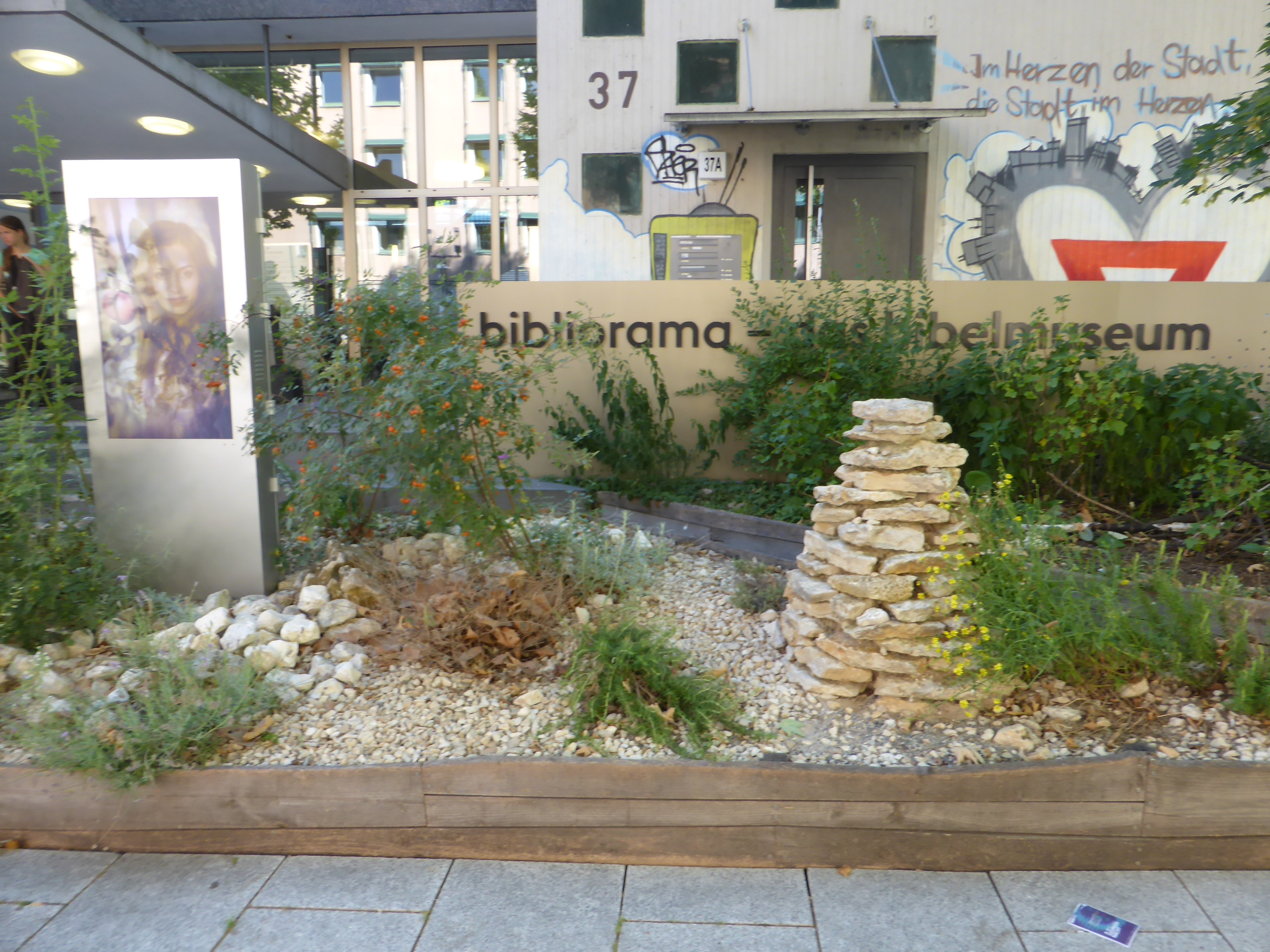
Der Evagarten des Bibliorama soll ein Stück Paradies mitten in der Großstadt sein

Das Bibliorama ist ein 2015 eröffnetes Bibelmuseum in Stuttgart, Büchsenstraße 37. Es „bietet auf 350 qm einen Panoramaweg durch die Bibel und zeigt die vielen Berührungspunkte im heutigen Alltag.“

## Ausstellungskonzept
Die gesamte Ausstellungsfläche umfasst knapp 600 m², auf der neun unterschiedlich gestaltete Orte verteilt sind.
Das Bibliorama besitzt nur wenige klassische Exponate und unterscheidet sich damit von den meisten Bibelmuseen, in denen Handschriften oder historische Bücher den Schwerpunkt bilden. Stattdessen rückt das Stuttgarter Konzept fünfzehn biblische Personen ins Zentrum der Ausstellung, die jeweils für Grunderfahrungen der Bibel stehen. So zum Beispiel die schwangere Sara, die sich mit Abraham auf dem Weg in ein unbekanntes Land macht. Besucher können mit einer Laserharfe wie David musizieren oder selbst einen Psalm vertonen. Zu den interaktiven Elementen gehört eine Camera obscura.
„Sophia“, die personifizierte Weisheit, wird als eine Frau vorgestellt, die die spirituelle Dimension in ihrem Alltag findet. Tatsächlich wird die biblische Sophia „durch eine schwäbische Hausfrau am Herd symbolisiert, die zur Entstehungszeit des Pietismus eifrig in der Bibel forschte und sogar in ihrer Küche auf Handtüchern Bibelsprüche vor Augen hatte.“ Die Ausstellung spielt damit auf das württembergische Lokalkolorit und die Bedeutung Stuttgarts als Stadt der Bibel (Sitz der Deutschen Bibelgesellschaft und des Katholischen Bibelwerks) an.
Das Bibliorama wurde für seine moderne, partizipative Konzeption (Jochen Hunger Museum & exhibition design, Jochen Hunger dk architekten – Axel Dorner & Elmar König, Axel Dorner) mit dem German Design Award 2017 – Excellent Communications Design ausgezeichnet.
Das Museum fördert Kinder und Jugendliche durch ein eigenes Vermittlungsprogramm, besonders zu religiösen Feiertagen werden regelmäßig Workshops und Veranstaltungen für Kinder angeboten. Weiterhin werden für Schulklassen spezifische Unterrichtsreihen angeboten, die Kindern und Jugendlichen unterschiedlicher Altersgruppen ihre subjektiv empfundene Lebenswirklichkeit im Kontext biblischer Geschichten vermitteln soll.

## Trägerschaft
Das Museum ist in der Trägerschaft der Evangelischen Landeskirche in Württemberg in Kooperation mit der Württembergischen Bibelgesellschaft. Die jährlichen Kosten von rund 400.000 Euro trägt die Landeskirche. Kuratorin ist Susanne Claußen.